# Carlos Eduardo Muñoz
Carlos Eduardo Muñoz Remolina (San Luis Potosí, 8 settembre 1962) è un ex calciatore messicano, di ruolo centrocampista.

## Caratteristiche tecniche
Giocava come centrocampista difensivo.

## Carriera

### Club
Iniziò con l'Atlético Potosino, e nelle tre stagioni che disputò in massima divisione messicana con tale maglia racimolò ottantatré presenze. Trasferitosi, nel 1982, ai Tigres de la U.A.N.L., vi rimase fino al suo ritiro, avvenuto tredici anni più tardi. Con la formazione di San Nicolás de los Garza, nonostante la lunga militanza, non vinse alcun titolo nazionale.

### Nazionale
Debuttò in Nazionale il 25 ottobre 1983. Incluso nella lista dei convocati per Messico 1986, presenziò come titolare nel ruolo di centrocampista centrale nelle prime due partite della sua selezione contro Belgio e Paraguay. Escluso dall'ultimo incontro del girone, tornò nella formazione di partenza contro la Bulgaria, e concluse la sua esperienza nella competizione con l'ultimo atto del Messico, quello contro la Germania Ovest.  La sua ultima presenza internazionale risale al 1991.